# Кампо Камарена (Кулијакан)
Кампо Камарена (шп. Campo Camarena) насеље је у Мексику у савезној држави Синалоа у општини Кулијакан. Насеље се налази на надморској висини од 56 м.

## Становништво
Према подацима из 2010. године у насељу је живео 1 становник.

### Хронологија
| Година       | 2000         | 2005            | 2010 |
| ------------ | ------------ | --------------- | ---- |
| Становништво | 93 (53 / 40) | 432 (226 / 206) | 1    |

### Попис
| # | Индикатор                     | Вредност |
| - | ----------------------------- | -------- |
| 1 | Укупно домаћинстава           | 133      |
| 2 | Укупно насељених домаћинстава | 1        |
| 3 | Величина локације             | 1        |